# Seznam symfonických děl
Seznam symfonických děl zobrazuje přehled symfonií, seřazených nejprve abecedně dle skladatelů a následně dle čísel.

## A
- Anton Stěpanovič Arenskij: Symfonie č. 1
- Anton Stěpanovič Arenskij: Symfonie č. 2

## B
- Johann Sebastian Bach: Sinfonia F-dur
- Ludwig van Beethoven: Symfonie č. 1
- Ludwig van Beethoven: Symfonie č. 2
- Ludwig van Beethoven: Symfonie č. 3, "Eroica"
- Ludwig van Beethoven: Symfonie č. 4
- Ludwig van Beethoven: Symfonie č. 5, "Osudová"
- Ludwig van Beethoven: Symfonie č. 6, "Pastorální"
- Ludwig van Beethoven: Symfonie č. 7
- Ludwig van Beethoven: Symfonie č. 8
- Ludwig van Beethoven: Symfonie č. 9, "S ódou na radost"
- Ludwig van Beethoven: Wellingtonovo vítězství (Bitevní symfonie)
- František Benda: Symfonie č. 1 - 10
- Jiří Antonín Benda: Symfonie č. 1 - 12
- Hector Berlioz: Fantastická symfonie (Epizoda ze života umělcova)
  - pozdější pokračování: Lélio aneb Návrat do života
- Hector Berlioz: Harold v Itálii
- Hector Berlioz: Romeo a Julie
- Hector Berlioz: Velká symfonie smuteční a triumfální
- Johannes Brahms: Symfonie č. 1
- Johannes Brahms: Symfonie č. 2
- Johannes Brahms: Symfonie č. 3
- Johannes Brahms: Symfonie č. 4
- Benjamin Britten: Jarní symfonie
- Benjamin Britten: "Simple Symphony"
- Benjamin Britten: Symfonie pro cello a orchestr
- Benjamin Britten: "Sinfonia da Requiem"
- Anton Bruckner: Studentská symfonie
- Anton Bruckner: Symfonie B-dur
- Anton Bruckner: Symfonie č.0
- Anton Bruckner: Symfonie č. 1, Linecká verze
- Anton Bruckner: Symfonie č. 1, Vídeňská verze
- Anton Bruckner: Symfonie č. 2
- Anton Bruckner: Symfonie č. 3
- Anton Bruckner: Symfonie č. 4
- Anton Bruckner: Symfonie č. 5
- Anton Bruckner: Symfonie č. 6
- Anton Bruckner: Symfonie č. 7
- Anton Bruckner: Symfonie č. 8
- Anton Bruckner: Symfonie č. 9

## C
- Ján Cikker: Symfónia 1945
- Carl Czerny: Symfonie č. 1, 2 a 5

## Č
- Petr Iljič Čajkovskij: Symfonie č. 1, "Zimní sny"
- Petr Iljič Čajkovskij: Symfonie č. 2, "Ukrajinská"
- Petr Iljič Čajkovskij: Symfonie č. 3, "Polská"
- Petr Iljič Čajkovskij: Symfonie č. 4
- Petr Iljič Čajkovskij: Symfonie č. 5
- Petr Iljič Čajkovskij: Symfonie č. 6, "Patetická"
- Petr Iljič Čajkovskij: Symfonie "Manfred"

## D
- Antonín Dvořák: Symfonie č. 1, "Zlonické zvony"
- Antonín Dvořák: Symfonie č. 2
- Antonín Dvořák: Symfonie č. 3
- Antonín Dvořák: Symfonie č. 4
- Antonín Dvořák: Symfonie č. 5
- Antonín Dvořák: Symfonie č. 6
- Antonín Dvořák: Symfonie č. 7
- Antonín Dvořák: Symfonie č. 8
- Antonín Dvořák: Symfonie č. 9, "Novosvětská"

## E
- Petr Eben: Noční hodiny
- Edward Elgar: Symfonie č. 1
- Edward Elgar: Symfonie č. 2
- Edward Elgar: Symfonie č. 3
- Edward Elgar: Symfonie 1878

## F
- Gabriel Fauré: Symfonie d-moll
- Zdeněk Fibich: Symfonie č. 1, op. 17
- Zdeněk Fibich: Symfonie č. 2, op. 38
- Zdeněk Fibich: Symfonie č. 3, op. 59
- Josef Bohuslav Foerster: Symfonie č. 4 "Bílá sobota"

## G
- Philip Glass: Symfonie č. 1, "Low"
- Philip Glass: Symfonie č. 2
- Philip Glass: Symfonie č. 3
- Philip Glass: Symfonie č. 4, "Heroes"
- Philip Glass: Symfonie č. 5
- Philip Glass: Symfonie č. 6, "Plutonian Ode"
- Henryk Górecki: Symfonie č.1
- Henryk Górecki: Symfonie č. 2, "Koperníkovská"
- Henryk Górecki: Symfonie žalostných písní
- Edvard Grieg: Symfonie c-moll
- Sofia Gubajdulina: Hlasy...Zmlknutí....(Symfonie o 12 větách)

## H
- Georg Friedrich Händel: Sinfonia B-Dur, HWV 339
- Georg Friedrich Händel: Sinfonia B-Dur, HWV 347
- Vladimír Hirsch: Symfonie č. 1 in E
- Vladimír Hirsch: Symfonie č. 2 "Defensa"
- Vladimír Hirsch: Symfonie č. 3 "Brands Of Tyrany
- Vladimír Hirsch: Symfonie č. 4 "Snímání z kříže"
- Karel Husa: Symfonie č. 2, "Reflections"

## Ch
- Aram Chačaturjan: Sinfonie č. 1
- Aram Chačaturjan: Sinfonie č. 2, "Se zvonem"
- Aram Chačaturjan: Symfonie č. 3, "Sinfonie-Poem"
- Luigi Cherubini: Symfonie D-Dur

## I
- Charles Ives: "Universe Symphony"

## J
- Leoš Janáček: Sinfonnietta

## K
- Miloslav Kabeláč: Symfonie č. 1 (Kabeláč)
- Miloslav Kabeláč: Symfonie č. 2 (Kabeláč)
- Miloslav Kabeláč: Symfonie č. 3 (Kabeláč)
- Miloslav Kabeláč: Symfonie č. 4, "Camerata"
- Miloslav Kabeláč: Symfonie č. 5, "Dramatická"
- Miloslav Kabeláč: Symfonie č. 6 (Kabeláč)
- Miloslav Kabeláč: Symfonie č. 7 (Kabeláč)
- Miloslav Kabeláč: Symfonie č. 8 "Antifonie"
- Ernst Krenek (Křenek): Symfonie č. 1
- Ernst Krenek (Křenek): Symfonie č. 2
- Ernst Krenek (Křenek): Symfonie č. 3
- Ernst Krenek (Křenek): Symfonie č. 4
- Ernst Krenek (Křenek): Symfonie č. 5

## L
- Ferenc Liszt: Revoluční symfonie
- Ferenc Liszt: Symfonie "Dante"
- Ferenc Liszt: Symfonie "Faust"
- Witold Lutosławski: Symfonie č.1
- Witold Lutosławski: Symfonie č.2
- Witold Lutosławski: Symfonie č.3
- Witold Lutosławski: Symfonie č.4

## M
- Gustav Mahler: Symfonie č. 1
- Gustav Mahler: Symfonie č. 2
- Gustav Mahler: Symfonie č. 3
- Gustav Mahler: Symfonie č. 4
- Gustav Mahler: Symfonie č. 5
- Gustav Mahler: Symfonie č. 6
- Gustav Mahler: Symfonie č. 7
- Gustav Mahler: Symfonie č. 8
- Gustav Mahler: Symfonie č. 9
- Gustav Mahler: Symfonie č. 10
- Bohuslav Martinů: Symfonie č. 1
- Bohuslav Martinů: Symfonie č. 2
- Bohuslav Martinů: Symfonie č. 3
- Bohuslav Martinů: Symfonie č. 4
- Bohuslav Martinů: Symfonie č. 5
- Bohuslav Martinů: Symfonie č. 6
- Felix Mendelssohn-Bartholdy: Symfonie č. 1
- Felix Mendelssohn-Bartholdy: Symfonie č. 2
- Felix Mendelssohn-Bartholdy: Symfonie č. 3
- Felix Mendelssohn-Bartholdy: Symfonie č. 4
- Felix Mendelssohn-Bartholdy: Symfonie č. 5
- Wolfgang Amadeus Mozart: Symfonie č. 1
- Wolfgang Amadeus Mozart: Symfonie č. 55
- Wolfgang Amadeus Mozart: Koncertantní symfonie pro housle a violu
- Wolfgang Amadeus Mozart: Odense-Symfonie
- Wolfgang Amadeus Mozart: Velká symfonie
- Modest Petrovič Musorgskij: Noc na Lysé hoře

## N
- Vítězslav Novák: O věčné touze
- Vítězslav Novák: De profundis

## O
- Otakar Ostrčil: Křížová cesta
- Otakar Ostrčil: Léto
- Otakar Ostrčil: Symfonie A-dur

## P
- Arvo Pärt: Symfonie č.1
- Arvo Pärt: Symfonie č. 2
- Arvo Pärt: Symfonie č. 2
- Krzysztof Penderecki: Symfonie č. 1
- Krzysztof Penderecki: Symfonie č. 2
- Krzysztof Penderecki: Symfonie č. 3
- Krzysztof Penderecki: Symfonie č. 4
- Krzysztof Penderecki: Symfonie č. 5
- Krzysztof Penderecki: Symfonie č. 61
- Krzysztof Penderecki: Symfonie č. 7
- Petr Pokorný: Lyrická symfonie
- Sergej Sergejevič Prokofjev: Symfonie č. 1, "Klasická"
- Sergej Sergejevič Prokofjev: Symfonie č. 2
- Sergej Sergejevič Prokofjev: Symfonie č. 3
- Sergej Sergejevič Prokofjev: Symfonie č. 4
- Sergej Sergejevič Prokofjev: Smfonie č. 5
- Sergej Sergejevič Prokofjev: Symfonie č. 6
- Sergej Sergejevič Prokofjev: Symfonie č. 7

## R
- Antonín Rejcha: Symfonie Es-dur
- Ottorino Respighi: Sinfonia Drammatica
- Nikolaj Andrejevič Rimskij-Korsakov: Symfonie č.1
- Nikolaj Andrejevič Rimskij-Korsakov: Symfonie č.2, "Antar"
- Nikolaj Andrejevič Rimskij-Korsakov: Symfonie č.3
- Gioacchino Rossini: Boloňská symfonie
- Gioacchino Rossini: Sinfonia al conventello
- Gioacchino Rossini: Sinfonia di Odense

## S
- Arnold Schönberg: Komorní symfonie č. 1
- Arnold Schönberg: Komorní symfonie č. 2
- Franz Schubert: Symfonie č. 1
- Franz Schubert: Symfonie č. 2
- Franz Schubert: Symfonie č. 3
- Franz Schubert: Symfonie č. 4
- Franz Schubert: Symfonie č. 5
- Franz Schubert: Symfonie č. 6
- Franz Schubert: Symfonie č. 7
- Franz Schubert: Symfonie č. 8
- Franz Schubert: Symfonie E-dur
- Robert Schumann: Symfonie č. 1
- Robert Schumann: Symfonie č. 2
- Robert Schumann: Symfonie č. 3
- Robert Schumann: Symfonie č. 4
- Robert Schumann: Symfonie g-moll, "Cvikovská"
- Bedřich Smetana: Má vlast
- Richard Strauss: Symfonie d-moll, "První"
- Richard Strauss: Symfonie f-moll, "Druhá"
- Richard Strauss: Symfonie ke třem tématům
- Josef Suk: Symfonická báseň "Letní pohádka"
- Josef Suk: Symfonická báseň "Praga"
- Josef Suk: Symfonická báseň "Zimní pohádka"
- Josef Suk: Asrael
- Josef Suk: Symfonie E-Dur
- Igor Stravinskij: Symfonie Es Dur
- Igor Stravinskij: Žalmová symfonie
- Igor Stravinskij: Symfonie v C
- Igor Stravinskij: Symfonie o třech větách

## Š
- Dmitrij Dmitrijevič Šostakovič: Komorní symfonie
- Dmitrij Dmitrijevič Šostakovič: Symfonie č. 1
- Dmitrij Dmitrijevič Šostakovič: Symfonie č. 2, "Říjnu"
- Dmitrij Dmitrijevič Šostakovič: Symfonie č. 3, "Prvomájová"
- Dmitrij Dmitrijevič Šostakovič: Symfonie č.4
- Dmitrij Dmitrijevič Šostakovič: Symfonie č.5
- Dmitrij Dmitrijevič Šostakovič: Symfonie č.6
- Dmitrij Dmitrijevič Šostakovič: Symfonie č. 7, "Leningradská"
- Dmitrij Dmitrijevič Šostakovič: Symfonie č.8
- Dmitrij Dmitrijevič Šostakovič: Symfonie č.9
- Dmitrij Dmitrijevič Šostakovič: Symfonie č.10
- Dmitrij Dmitrijevič Šostakovič: Symfonie č. 11, "Rok 1905"
- Dmitrij Dmitrijevič Šostakovič: Symfonie č. 12, "Rok 1917"
- Dmitrij Dmitrijevič Šostakovič: Symfonie č. 13, "Babí Jar"
- Dmitrij Dmitrijevič Šostakovič: Symfonie č. 14
- Dmitrij Dmitrijevič Šostakovič: Symfonie č. 15

## T
- Georg Philipp Telemann: Melodická symfonie
- Georg Philipp Telemann: Rozmarná symfonie
- Georg Philipp Telemann: Symfonie c-moll, TWV 50:A2
- Georg Philipp Telemann: Symfonie D-Dur, TWV 50:1
- Georg Philipp Telemann: Symfonie D-Dur, TWV 50:9
- Georg Philipp Telemann: Symfonie D-Dur, TWV 50:A1
- Georg Philipp Telemann: Symfonie B-Dur, TWV 50:6
- Georg Philipp Telemann: Symfonie B-Dur, TWV 50:10
- Georg Philipp Telemann: Symfonie F-Dur, TWV 50:3
- Georg Philipp Telemann: Symfonie F-Dur, TWV 50:7
- Georg Philipp Telemann: Symfonie F-Dur, TWV 50:A4
- Georg Philipp Telemann: Symfonie e-moll, TWV 50:4
- Georg Philipp Telemann: Symfonie e-moll, TWV 50:5
- Georg Philipp Telemann: Symfonie g-moll, TWV 50:A3
- Georg Philipp Telemann: Symfonie k serenádě
- Georg Philipp Telemann: Symfonie TWV 50:8
- František Ignác Tůma: Sinfonia B-dur
- František Ignác Tůma: Sinfonia a quattro

## V
- Jan Křtitel Vaňhal: Symfonie C-dur "Cornista"
- Jan Křtitel Vaňhal: Symfonie D-dur
- Antonio Vivaldi: Sinfonia RV 111a
- Antonio Vivaldi: Sinfonia RV 112
- Antonio Vivaldi: Sinfonia RV 116
- Antonio Vivaldi: Sinfonia RV 122
- Antonio Vivaldi: Sinfonia RV 125
- Antonio Vivaldi: Sinfonia RV 131
- Antonio Vivaldi: Sinfonia RV 132
- Antonio Vivaldi: Sinfonia RV 135
- Antonio Vivaldi: Sinfonia RV 137
- Antonio Vivaldi: Sinfonia RV 140
- Antonio Vivaldi: Sinfonia RV 146
- Antonio Vivaldi: Sinfonia RV 147
- Antonio Vivaldi: Sinfonia RV 148
- Antonio Vivaldi: Sinfonia RV 149
- Antonio Vivaldi: Sinfonia RV 162
- Antonio Vivaldi: Sinfonia RV 168
- Antonio Vivaldi: Sinfonia RV 169
- Antonio Vivaldi: Sinfonia RV 192
- Antonio Vivaldi: Sinfonia RV 192a
- Antonio Vivaldi: Sinfonia RV 741
- Antonio Vivaldi: Sinfonia RV 786
- Jan Václav Hugo Voříšek: Symfonie D-dur

## W
- Richard Wagner: Symfonie C-dur
- Richard Wagner: Symfonie C-dur
- Carl Maria von Weber: Symfonie č. 1
- Carl Maria von Weber: Symfonie č. 2
- Anton Webern: Symfonie o dvou větách

## Z
- Jan Dismas Zelenka: Simphonie à 8 Concertanti